# Awá Pit
L'awá pit o awá (també conegut com cuaiquer i kwaiker) és una llengua indígena de la família lingüística barbacoana parlada al sud de Colòmbia i nord de l'Equador. La gran majoria de parlants es localitza a Colòmbia.
Cap a 1991, es comptabilitzaven 21 mil parlants, uns 20 mil en els vessants endins del Pacífic i uns mil més en l'àrea adjacent de l'Equador. No obstant això, en el cens de 2005 realitzat pel DANE en Colòmbia, es van comptar aproximadament 8.555 parlants, i a l'Equador el 2001 segons la revista Yachaikuna n'hi havia aproximadament 3.500. La major part dels homes també parlen espanyol; encara que els nens i les dones són normalment monolingües en awa pit. L'alfabetització en la llengua indígena és inferior a l'1%, mentre que l'alfabetització en espanyol ronda el 5%. El terme awá pit significa literalment la 'llengua dels homes'.

## Descripció lingüística
L'"awá pit" té com a ordre bàsic predominant l'ordre Subjecte Objecte Verb. S'usa una ortografia basada en l'alfabet llatí.

## Origen
Encara que s'han fet diverses recerques sobre l'origen de la llengua awá pit, no s'han trobat evidències arqueològiques de pes que permetin situar el seu origen, si bé es pot dir que hi ha evidències arqueològiques que es relacionen amb el grup Awá, aquestes difereixen en alguns casos en característiques puntuals que fan difícil concretar un origen puntual per a aquesta llengua.

## Fonologia
L'inventari consonàntic del awá pit està format per:
|           |           | Bilabial | Alveolar | Alveolar | Palatal | Velar |
| central   | lateral   | Bilabial |          |          | Palatal | Velar |
| --------- | --------- | -------- | -------- | -------- | ------- | ----- |
| Oclusiva  | Oclusiva  | p        | t        |          |         | k     |
| Fricativa | sorda     |          | s        | ɬ        | š       |       |
| Fricativa | sonora    |          | z        |          | ž       |       |
| Nasal     | Nasal     | m        | n        |          |         | ŋ     |
| Líquida   | Líquida   |          |          | l        |         |       |
| Semivocal | Semivocal | w        |          |          | y       |       |

Lls símbols del AFA /š, ž, i/ equivalen als del AFI /ʃ, ʒ, j/.
L'inventari vocàlic per la seva part consta de:
|         | Anterior | Central | Posterior |
| ------- | -------- | ------- | --------- |
| Tancada | i        | ɨ       | u         |
| Oberta  |          | a       |           |

## Sintaxi
Amb l'excepció d'algunes interjeccions, totes les declaracions en el awá pit consisteixen en sèries d'una o més clàusules. Encara que existeixen algunes que tenen diferents clàusules, totes tenen la mateixa estructura bàsica, no obstant això, en algunes clàusules alguns elements poden ser presents o absents.
| Subjecte | Adjunts temporals | Adjunts ubicacionales | Adjunts Circumstancials | Complements del no-subjecte | Adverbis de mode | Verb |
| -------- | ----------------- | --------------------- | ----------------------- | --------------------------- | ---------------- | ---- |

## Algunes expressions en awá pit
| Formal   | Informal    | Español     |
| -------- | ----------- | ----------- |
| pappish  | pappa       | Papá        |
| akkwihsh | akkwa, mama | Mamá        |
| paynkul  |             | Fill        |
| pashu    |             | filla       |
| kwankwa  |             | Abuela/hija |
| pampa    |             | Abuelo/hijo |

| aŋ     | Aquí                               |
| oŋ     | Allà (pla físic)                   |
| el seu | Allà (pla metafísic o també físic) |
| min    | On, en cap lloc                    |
| kwizh  | Després                            |

| Forma      | Substantiu de relació | Com un altre substantiu/adjectiu |
| ---------- | --------------------- | -------------------------------- |
| ayuk=      | Dins de               |                                  |
| izhkwak=   | Davant de (persona)   |                                  |
| isal=      | Damunt de             | Damunt                           |
| kal=       | Dins de               | Prop                             |
| kut=       | Fora de               |                                  |
| kwaka=     | A l'altre costat de   | Costat (d'un riu, camí)          |
| kwash=     | Damunt                |                                  |
| Kwiya=     | A l'esquerra de       | Esquerra (adjectiu)              |
| dt.=       | Al costat de          |                                  |
| nil=       | Enfront de            | Correcte, dret (adjectiu)        |
| nu=        | A la dreta de         | Dreta (Ej: mà) (adjectiu)        |
| pazhka=    | En la meitat de       |                                  |
| pula/puta= | Sota                  |                                  |
| punsih=    | Darrere               | Enrere (substantiu)              |
| la seva=   | Sota                  | Terra, sòl (substantiu)          |

## Pronomspersonals en awá pit[6]
Els pronoms persones no interrogatius, que necessàriament es refereixen solament a humans, estan diferenciats per tres persones i dos números. També estan els interrogatius i els negatius, i altres dos que són indefinits; no tenen distinció de número.
L'existència de pronoms especials plurals que són no-interrogatius i no-definits és un factor important que permet distingir-los d'uns altres que no tenen distinció numèrica.
|                 | Singular  | Singular   | Plural    | Plural       |
| --------------- | --------- | ---------- | --------- | ------------ |
|                 | Nominatiu | Acusatiu   | Nominatiu | Acusatiu     |
| Primera persona | na        | na-wa      | au        | au... =miza  |
| Segona persona  | nu        | nu-wa      | o         | o... =miza   |
| Tercera persona | us        | us-a       | uspa      | uspa...=tuza |
| Qui, ningú      | min       | min-a      |           |              |
| Algú            | min-waza  | min-a-waza |           |              |
| Quin, res       | shi       |            |           |              |
| Alguna cosa     | shi-waza  |            |           |              |